# Клодий Альбин
Децим Клодий Альбин (лат. Decimus Clodius Albinus; по разным версиям, около 140, 147 или 140/150, Гадрумет, Африка — 19 февраля 197, Лугдун, Лугдунская Галлия) — римский император, правивший с 193 года как цезарь и младший соправитель Септимия Севера, а с 195 или 196 года — как самопровозглашённый август.
Децим Клодий был уроженцем провинции Африка и принадлежал, по-видимому, к сенатской аристократии. Он сделал карьеру в армии, отличившись во время войн с варварами на Балканах и при подавлении мятежа Авидия Кассия в 175 году, и к 187 или 188 году достиг консулата. После ряда назначений Альбин в начале 190-х годов стал наместником Британии, где командовал сильной военной группировкой. После убийства преторианцами императора Пертинакса в 193 году Децим Клодий, по данным одного из источников, был провозглашён принцепсом в одно время с Луцием Септимием Севером в Паннонии и Гаем Песценнием Нигером в Сирии; однако многие исследователи полагают, что такого провозглашения не было. Альбин заключил с Севером союз, получив за нейтралитет в гражданской войне титул цезаря, а в перспективе — статус преемника императора. Когда Север разбил Песценния Нигера, Децим Клодий провозгласил себя августом, что стало началом новой гражданской войны (195 или 196 год). Он установил контроль над большей частью Галлии и сделал своей резиденцией Лугдун. Перейти Альпы Альбин не смог, в масштабной битве с Севером при Лугдуне в феврале 197 года он потерпел полное поражение и либо покончил с собой, либо попал в плен и был убит. После этого Децима подвергли «проклятию памяти»: его имя удаляли из официальных документов, его изображения уничтожали.
В историографии отмечают, что Клодий Альбин стал первым императором, провозглашённым на территории Британии, и первым полководцем с этого острова, высадившим армию на европейском континенте.

## Биография

### Происхождение

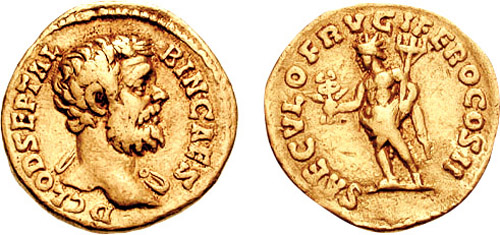
Ауреус Клодия Альбина

Децим Клодий Альбин был родом из провинции Африка. Юлий Капитолин причисляет Децима к древнейшей римской аристократии: «род его шел от римских фамилий Постумиев, Альбинов и Цейониев». Здесь имеются в виду патриции Постумии Альбины, занимавшие высшие должности Римской республики с начала её истории до I века до н. э., и влиятельная в IV веке н. э. семья Цейониев Альбинов, давшая Риму, в частности, двух городских префектов. Антиковеды относятся к этому сообщению скептически. Возможно, Юлий Капитолин пытался возвеличить своих современников Альбинов, связав их с императором и древними патрициями, носившими схожее имя; писатель явно не видит разницы между номенами (Postumius, Caeonius), когноменами (Albinus) и агноменами (Postumus), так что его генеалогические цепочки выглядят очень искусственно.
Тем не менее Децим принадлежал, по-видимому, к римской знати и был тесно связан с сенатским сословием. Согласно Геродиану, он был «родом из сенатских патрициев», согласно Диону Кассию, превосходил в знатности Септимия Севера — выходца из всаднической семьи, имевшего старших родственников-сенаторов. Юлий Капитолин называет имена родителей Клодия Альбина, Цейоний Постум и Аврелия Мессалина, уточняя, что это были «безупречные родители». По словам Юлия, они оставили сыну только небольшое состояние, а по данным Геродиана, воспитали Децима «в богатстве и роскоши». Исследователи считают более правдоподобной первую версию: Альбин явно был небогат. Известно, что у него был младший брат, имя которого источники не называют.

### Ранние годы и карьера

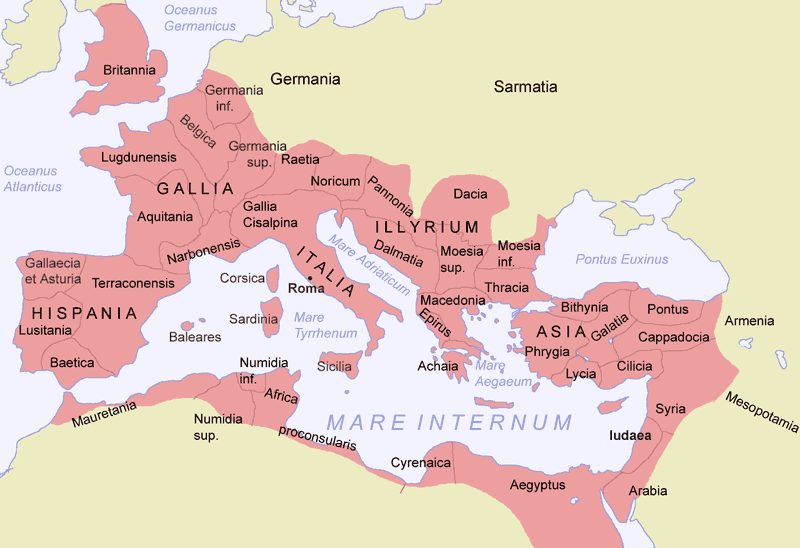
Римская империя во II веке

Родился Децим Клодий в городе Гадрумет (современный Сус), расположенном к югу от Карфагена и основанном финикийцами, но имевшем со времён Траяна статус римской колонии. Эта локализация, зафиксированная у Юлия Капитолина, подтверждается с одной стороны происхождением из того же города Клодия Цельсина (сенатора в 190-е годы, родственника Альбина), а с другой — внешним видом монет, которые чеканил Децим в качестве императора. На его денариях изображён Сатурн в образе финикийского Ваала, каким его чеканили на монетах Гадрумета при Августе. Таким образом, Альбин может считаться земляком своего предполагаемого приёмного отца, а впоследствии противника Септимия Севера: тот родился в другом африканском городе, тоже основанном финикийцами, — Лептис Магна. Ещё один уроженец Лептис Магны, Децим Клодий Гальба, богатый всадник, ставший при Севере прокуратором, мог быть родственником Альбина.
Год рождения Децима неизвестен. При этом Юлий Капитолин пишет, что Альбин был старше Песценния Нигера, родившегося примерно в 135—140 годах, и достиг императорской власти в преклонном возрасте. Антиковед А. фон Вотава констатирует, что, если этот император получил консулат вскоре после мятежа Авидия Кассия (175 год), то родился он самое позднее в 140 году; А. Кравчук пишет о приблизительно 140 годе, М. Грант — о периоде между 140 и 150 годами, Г. Альфёльди и У. Шахингер — о примерно 147 годе. День рождения назван у Юлия Капитолина («за шесть дней до декабрьских календ»), но неясно, стоит ли этому сообщению верить.
Ребёнок появился на свет с очень белой кожей, из-за чего и получил прозвище Альбин (albinus — «белый»). Детство Децима прошло в родном городе, причём образование он получил не слишком хорошее: по словам Юлия Капитолина, «познания его в греческой и латинской литературе были посредственными», но зато ребёнок отличался «воинственным и гордым духом». Во время совместного правления Марка Аврелия и Луция Вера (161—169 годы) Альбин поступил на военную службу, где ему помогла протекция высокопоставленных родственников — Лоллия Серена, Бебия Мециана и Цейония Постумиана. О карьере Децима известно только в самых общих чертах. Большинство источников сообщает исключительно о его военных заслугах, и только Юлий Капитолин пишет о гражданской карьере; при этом сообщения Юлия о службе в армии и столичных магистратурах не связаны между собой, из-за чего у исследователей есть серьёзные сомнения в достоверности приводимых данных. Согласно биографу, Альбин командовал двумя когортами вспомогательных войск, потом в качестве трибуна — всадниками из Далмации, а ещё позже I легионом в Верхней Мёзии и IV легионом в Нижней. Антиковед Г. Альфёльди уверен, что Юлий Капитолин всё это выдумал: в лучшем случае биограф императора владел самой общей информацией о ранних успехах Альбина в военном деле. Несомненно, решающее для карьеры Децима значение имели события 175 года, когда правивший восточными провинциями Авидий Кассий поднял мятеж против Марка Аврелия и провозгласил себя императором. Альбин тогда находился в Вифинии, причём его статус остаётся неясным. Управлять этой провинцией могли только консуляры (бывшие консулы), а Децим ещё не принадлежал к их числу; по разным версиям, он был легатом-пропретором, префектом конницы, военным трибуном, легатом, присланным из Рима по какому-то особому делу, или комесом Августа (comes Augusti) — приближённым императора, сопровождавшим его во время пребывания в Вифинии. В любом случае Альбин смог удержать провинциальные войска в подчинении законной власти. «Если бы не он — все бы отпали», — написал об этом в одном из своих частных посланий Марк Аврелий, если верить Юлию Капитолину (впрочем, исследователи полагают, что эта цитата — вымысел биографа).
Квестуру Децим миновал по разрешению императора. Это может означать, что он либо занял место в сенате в качестве квестория (бывшего квестора) без отбывания соответствующей должности, либо получил возможность начать движение по cursus honorum сразу со второй ступени; предполагаемая принадлежность Альбина к сенатскому сословию делает более вероятным второй вариант. Позже Децим занял должность эдила, причём всего на десять дней, чтобы получить командование (по альтернативной версии, речь могла идти о посте народного трибуна). Следующей ступенью в его гражданской карьере стала претура. Юлий Капитолин относит это к правлению Коммода и сообщает, что во время устроенных Децимом игр император организовал сражение гладиаторов и на форуме, и в театре; благодаря этому преторство Альбина стало «самым замечательным в правление Коммода». Гладиаторские бои на форуме кажутся антиковедам явно неправдоподобной деталью. Существует и вероятность того, что претура пришлась на правление Марка Аврелия, умершего в 180 году. Примерно в 182—184 годах, по данным Диона Кассия, Децим успешно воевал с сарматами, вторгшимися в Римскую Дакию, причём его товарищем по этой войне был ещё один будущий император, Гай Песценний Нигер. Возможно, Альбин командовал тогда V Македонским легионом. Предположительно в 187 или 188 году Альбин получил пост консула-суффекта (по альтернативной версии, это была награда за вифинские заслуги, так что консулат следует датировать скорее 176 годом).
Позже (предположительно около 190 года) Коммод направил Децима в Галлию — возможно, наместником в Нижнюю Германию, Верхнюю Германию или Белгику. Тот одержал победу над зарейнскими племенами и этим «прославил своё имя как у римлян, так и у варваров». Юлий Капитолин пишет, будто Коммод, «восхищённый этими успехами», предложил Альбину титул цезаря, а также право носить алый плащ и выплачивать воинам жалованье от своего имени, но Децим отказал императору, так как не хотел слишком тесно связывать с ним свою судьбу; исследователи считают эту историю либо сомнительной, либо явно вымышленной.
В 191 году Альбин был назначен наместником Британии. Со времён Флавиев это была наиболее почётная должность для лиц консульского ранга, венчавшая карьеру политика и военачальника: Британия была обширной провинцией, наиболее удалённой от Рима, и расквартированная в ней армия включала три легиона и многочисленные вспомогательные войска (ауксилии), насчитывая до 50 тысяч солдат. Возможно, этим назначением Децим был обязан всесильному тогда префекту претория Эмилию Лету, который тоже происходил из Африки и покровительствовал своим землякам. Точная дата его прибытия на остров неизвестна, но предположительно это мог быть 192 год. Возглавленная Альбином британская армия стала важным политическим фактором во время политического кризиса, охватившего Римскую империю в 193 году.

### Цезарь и союзник Септимия Севера

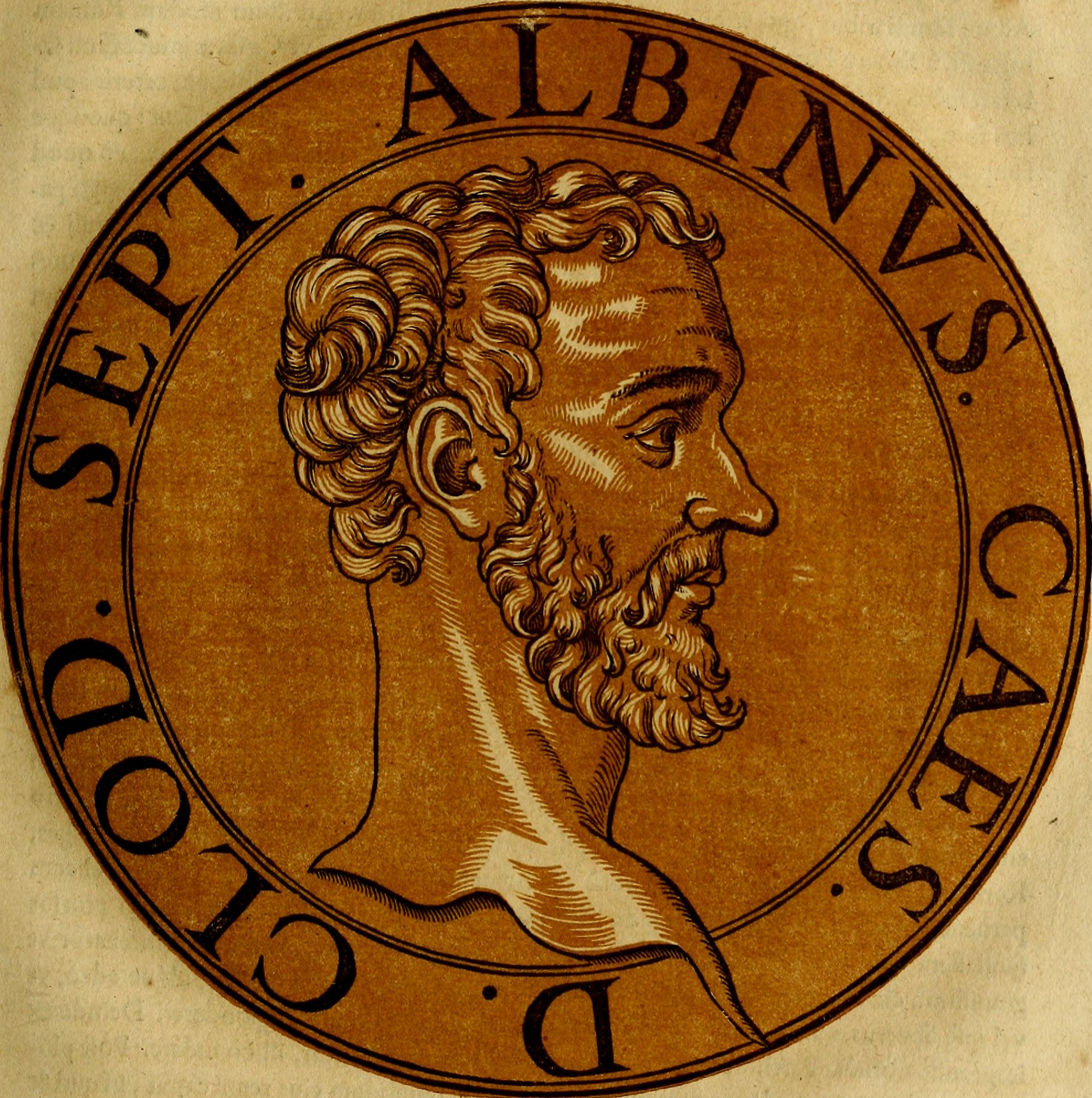
Децим Клодий Альбин. Портрет 1645 года

Император Коммод к 192 году настроил против себя высшие слои общества репрессиями и экстравагантным поведением. По данным одного из источников, Клодий Альбин, находясь в Британии, получил из Рима сообщение об убийстве Коммода и тут же выступил перед своими солдатами с речью, в которой заявил о необходимости передать верховную власть сенату; при этом он сам, по-видимому, рассчитывал использовать кризис для дальнейшего возвышения. Известие оказалось ложным. Император направил в Британию нового наместника, Юния Севера, но, когда тот ещё был в пути, Коммода действительно убили заговорщики (31 декабря 192 года). Децим остался во главе провинции. Императором стал старый сенатор Публий Гельвий Пертинакс, которому, по данным Юлия Капитолина, некоторые приближённые советовали сделать Альбина соправителем. Однако и Пертинакс был убит после всего 87 дней правления. Юлий Капитолин, Флавий Евтропий, Аврелий Виктор и Орозий пишут, будто Децим был причастен к убийству, но Дион Кассий и Геродиан об этом молчат, так что исследователи не доверяют этой версии.
Новым императором стал Марк Дидий Юлиан. Он получил власть от преторианцев, причём по одной из версий те устроили полноценный аукцион с участием двух претендентов; надёжной опоры у Юлиана не было, аристократия, столичный плебс и солдаты его единодушно презирали (к тому же Пертинакс при жизни пользовался популярностью в войсках). В результате, как только известие о перевороте достигло пограничных провинций, начались мятежи. Императорами себя провозгласили наместник Верхней Паннонии Луций Септимий Север и наместник Сирии Гай Песценний Нигер. Дион Кассий и Юлий Капитолин пишут, что в одно время с ними то же самое сделал и Клодий Альбин, причём согласно Капитолину провозглашение произошло в Галлии. Одни исследователи полагают, что эти сообщения не соответствуют действительности, другие — что Децим в 193 году всё-таки претендовал открыто на верховную власть.
Один из мятежников, Септимий Север, перед тем как двинуться в поход на Рим, предложил Альбину союз и титул цезаря, то есть статус младшего соправителя, а также позволил ему надеяться, что сделает его своим наследником. Источники дают разную информацию о мотивах Севера. Юлий Капитолин и Элий Спартиан пишут, что он искренне желал дружбы с британским наместником и действительно намеревался в будущем передать ему власть; по оценке Геродиана, целью Севера было только нейтрализовать на время потенциального конкурента, опасного из-за его сильной армии, чтобы разделаться с ним позже. Луций решил привязать Децима к себе, «обойдя его хитростью, чтобы тот, имея такие побудительные причины к стремлению захватить императорскую власть, полагаясь на богатство и знатность, на мощь войска и свою известность у римлян, не попытался завладеть государственными делами и не подчинил себе находящийся на недалеком расстоянии Рим, пока сам Север занят на Востоке». Исследователи, как правило, согласны со второй версией. В любом случае Децим принял предложение самопровозглашённого императора; с этого момента он фигурирует в надписях и в чеканившихся им многочисленных монетах как цезарь.
Подробности заключённого между двумя полководцами соглашения остаются неизвестными. Возможно, Север усыновил Альбина (последний сделал частью своего официального имени номен Септимий) и предоставил ему полномочия народного трибуна, один из главных атрибутов императорской власти. Предположительно Децим получил ещё и формальную власть проконсула на всей территории империи; согласно одной гипотезе (не получившей, правда, широкой поддержки у учёных), он получил в управление, помимо Британии, Галлию и Испанию. Точно известно, что Децим получил право чеканить монету со своим именем и устанавливать свои статуи; 1 января 194 года он занял должность консула, причём его коллегой стал Север. Последний в том же году чеканил в честь Альбина монеты с надписями «Волей императора» (PROVIDENTIA AVGVSTI) и «Судьба приведёт [Альбина в Рим]» (FORTVNA REDVX). В столицу новый цезарь не отправился. Он остался в Британии, в то время как Луций Септимий сначала легко победил Дидия Юлиана на Западе (начало лета 193 года), а потом разгромил Песценния Нигера на Востоке (194—195 годы). Эти победы были одержаны в том числе благодаря тому, что Альбин не вмешивался в гражданскую войну.

### Война с Севером и гибель

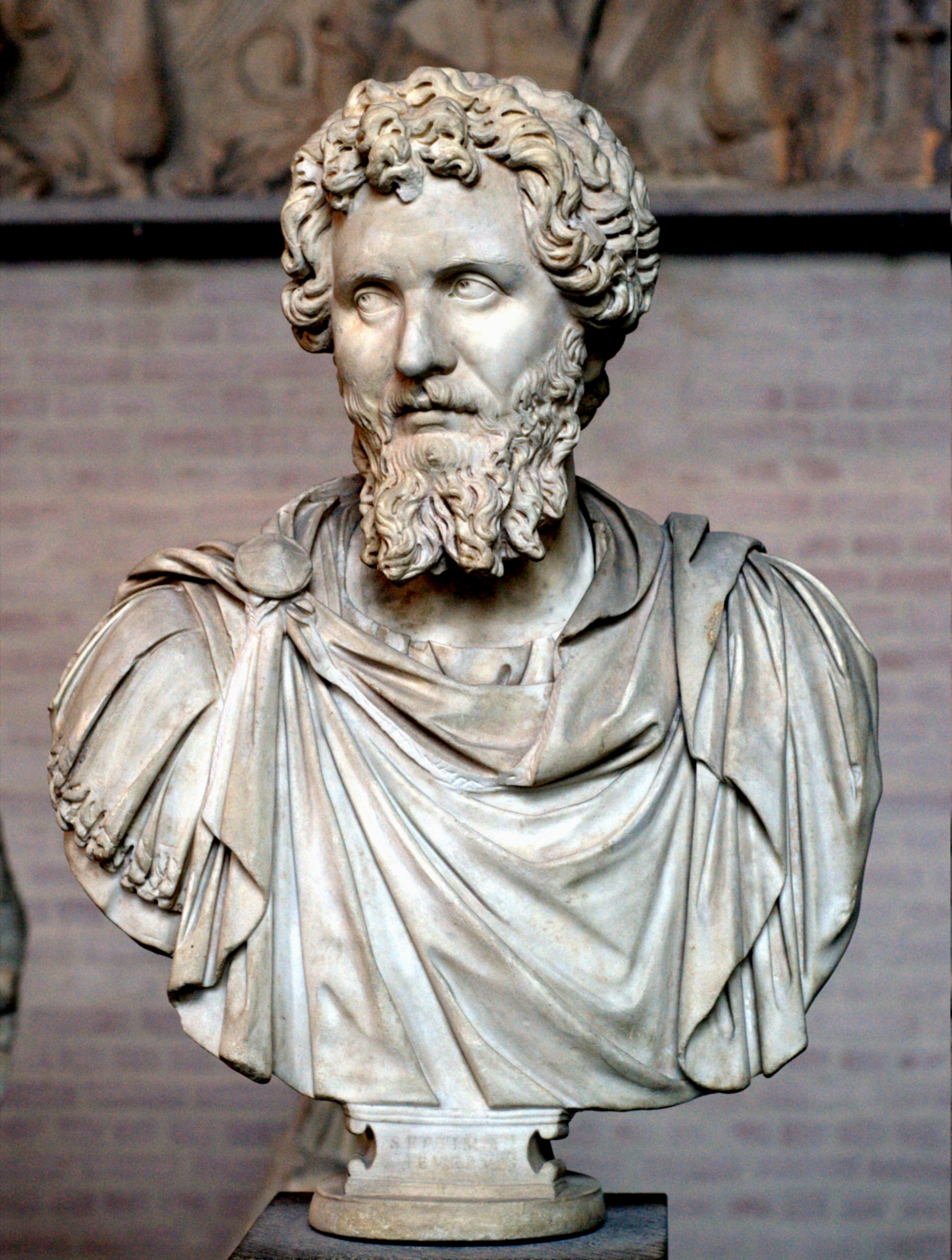
Септимий Север

В 195 году Альбин провозгласил себя августом и начал войну против Севера. Он сделал это в очень неудачный момент: как раз к тому времени Луций Септимий объединил под своей властью континентальную часть Римской империи и теперь мог обратить против нового претендента всю имевшуюся у него армию. Античные авторы по-разному пишут о причинах, по которым Децим начал войну. Согласно Геродиану и Юлию Капитолину, Север, разбив Дидия Юлиана и Песценния Нигера, решил сделать своим официальным преемником сына, Марка Аврелия Антонина (впоследствии известного как Каракалла), а от Альбина избавиться. Для этого он подослал к Дециму убийц под видом посланников; тот заподозрил неладное, приказал пытать послов и добился от них признания. У Диона Кассия эти события не упоминаются, но антиковеды всё же признают данную версию вполне правдоподобной и видят в Севере инициатора конфликта. Фон Вотава считает наиболее адекватной обтекаемую формулировку Капитолина: «Так как каждый из них [Север и Альбин] считал другого недостойным быть императором и так как ни галлы, ни германские войска не могли этого потерпеть, — ведь и сами они имели своего особого государя, — то всё со всех сторон пришло в замешательство».
Децим начал чеканить монету, на которой он фигурировал как август. Это означало разрыв с Севером и неминуемую войну. В столице империи о начале нового конфликта узнали, согласно Диону Кассию, 15 декабря 195 года, а потому самопровозглашение Альбина учёные датируют ноябрём или началом декабря; альтернативные даты — январь 196 года или период между серединой 194 и концом 196 годов. Какие-либо другие действия Альбин на первых порах не предпринимал, и антиковед М. Хайль констатирует, что это бездействие не имеет рациональных объяснений. В результате Север смог без помех ликвидировать последний очаг сопротивления на Востоке (Византий, до конца хранивший преданность Песценнию Нигеру) и перебросить армию через Балканы и дунайские провинции. В пути он провозгласил своего сына цезарем, подчеркнув таким образом свой окончательный отказ от соправления с Альбином. Только известия о приближении северианцев к Галлии заставили Децима действовать: он переправил на континент все три своих легиона и многочисленные вспомогательные войска, причём снял даже все гарнизоны с каледонской границы. На несколько ближайших лет британская пограничная система была полностью разрушена или как минимум «рискованно ослаблена».
Децима признали императором провинциальные войска Галлии и частично Норика. В числе его сторонников источники называют наместника Тарраконской Испании Луция Новия Руфа, однако легион последнего, по-видимому, остался на стороне Севера. Обе Германии, Нижняя и Верхняя, поддерживали Луция Септимия, как и Августа Треверорум в Белгике, которая выдержала осаду. Таким образом, помимо Британии, Альбин контролировал большую часть Галлии и часть Норика. Этот контроль не везде был надёжным: благодаря Диону Кассию известно, например, что некто Нумериан собирал в Галлии для Севера деньги и солдат. Тем не менее Децим смог существенно увеличить свою армию за счёт местных гарнизонов и ополчения. Его столицей стал Лугдун, и в историографии XIX века существовало мнение, что в этом городе император сформировал свой сенат. Однако к 1900 году было доказано, что эта гипотеза основана на одной фальшивой монете.
Альбин мог рассчитывать на поддержку и в других частях империи. Известно, что города Смирна в Азии и Сида в Памфилии чеканили монету с его именем; предположительно и другие общины Востока, державшие сторону Нигера, теперь были готовы признать Децима императором. На его сторону перешёл аравийский легион в Бостре (правда, на ход войны это не повлияло из-за слишком большого расстояния). Римский сенат относился к Альбину, по словам Юлия Капитолина, «с необыкновенной любовью», но Север всё-таки заставил сенаторов объявить самопровозглашённого августа «врагом отечества».

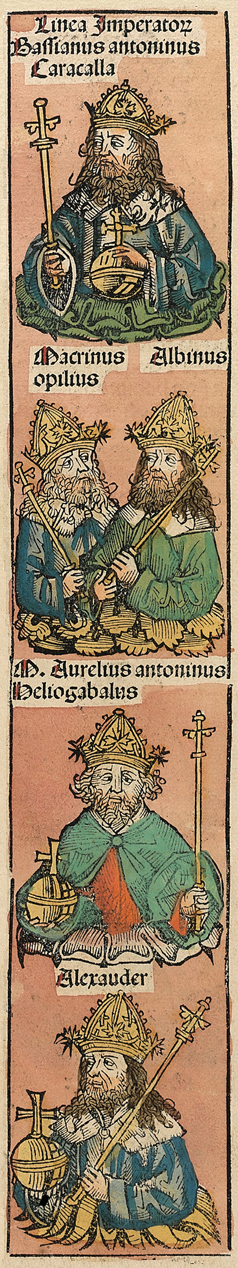
Децим Клодий Альбин на одной из иллюстраций к Нюрнбергской хронике (1493 год): второй сверху, второй слева (рядом с Марком Опеллием Макрином)

Масштабные боевые действия начались предположительно в последние месяцы 196 года в Галлии. До этого Север приказал занять альпийские перевалы (по-видимому, существовала угроза вторжения Альбина в Италию). В первых стычках победу одерживали войска Децима, а полководец Луция Септимия Вирий Луп, управлявший Нижней Германией, даже потерпел поражение в большой битве, после чего Альбин отчеканил монеты с надписями IOVI VICTORI и IOVIS VICTORIAE. Когда Север лично возглавил свою армию, ситуация изменилась. При Тинурции в шестидесяти милях к северу от Лугдуна Альбин был разбит. Вскоре, 19 февраля, недалеко от Лугдуна (более точная локализация невозможна) произошла решающая битва, в которой, по данным Диона Кассия, участвовали примерно по 150 тысяч человек с каждой стороны. Децим, согласно этому же источнику, участвовал в схватке. Согласно Геродиану, он находился в Лугдуне, но эта версия кажется исследователям маловероятной. Ожесточённое и кровопролитное сражение шло два дня. На правом фланге армия Децима одерживала верх, но атака вражеской кавалерии решила исход боя. Победа Севера была полной; Альбин, видя это, либо бросился на меч, либо погиб от руки раба, действовавшего по его приказу, либо был убит собственными солдатами, рассчитывавшими таким образом заслужить награду от победителя. По ещё одной версии, он попал в плен, будучи смертельно ранен в схватке. Наконец, Геродиан пишет, что Децима схватили после битвы в Лугдуне и обезглавили.

### Семья
Юлий Капитолин сообщает, что по данным Мария Максима у Децима Клодия было двое сыновей, а согласно другим (неназванным) источникам — только один. Жена Альбина, имя которой тоже не названо, пережила его.

### Внешность
Внешний облик Альбина описан у Юлия Капитолина. По словам этого писателя, Децим был рослым человеком с удивительно белой кожей, широким лбом и курчавыми волосами, на которых неизменно носил повязку. «Голос у него был женский и по звуку приближался к голосу евнухов». На монетах Альбина изображён человек с круглым лицом, густыми волосами, короткой бородой, выпуклым лбом и низко опускающимся носом. Известно, что изображения этого императора после его гибели массово переделывали в изображения Севера.

## После смерти
Септимий Север, победив в войне, продемонстрировал свою жестокость: тело Децима по его приказу бросили на съедение псам, а голову отправили в Рим и там водрузили на кол; жену и сыновей убитого казнили, трупы сражавшихся в его армии сенаторов разрубили и разбросали, оставив таким образом без погребения. В руки победителя попала переписка Альбина со многими столичными аристократами, и следствием этого стали казни в Риме. Лугдун за поддержку Альбина разрушили, и этот город уже никогда больше не становился административным центром Галлии. Британию Север, учитывая опыт Альбина, разделил на две провинции (Верхняя Британия с двумя легионами и Нижняя Британия с одним), чтобы уменьшить власть наместников.
Погибшего императора подвергли «проклятию памяти»: его имя удаляли из всех документов и официальных надписей, его изображения уничтожали или переделывали в изображения Севера. Тем не менее Альбин фигурирует в ряде исторических трудов, созданных его современниками и писателями более поздних эпох. В этих трудах содержатся противоречивые оценки личности императора. Так, Геродиан даёт Дециму скорее отрицательную характеристику: тот «некрепок умом и простодушен», «беспечен и изнежен», а в речи, которую автор вложил в уста Севера, назван «человеком и не отважным, и не трезвым». «Кто не слыхал о его изнеженности, — говорит Север своим воинам, — так что его образ жизни больше подходит для хороводов, чем для военного строя». В то же время ещё один современник Альбина, Дион Кассий, характеризует его как человека мужественного и искушённого в военных вопросах; учитывая особенности карьеры Децима, эта оценка должна быть ближе к истине.
Биограф Децима Юлий Капитолин, живший в IV веке, явно поставил перед собой цель изобразить этого императора в положительном свете, как обладателя «доблести и доброго нрава». Ради этого писатель, по-видимому, даже выдумал ряд деталей биографии и вставил в текст фрагменты вымышленных документов (в их числе письмо Марка Аврелия с похвалами в адрес Децима). Капитолин сообщает, что Север называл своего врага «мерзким, лукавым, бесчестным, недостойным, алчным, расточительным», но все эти высказывания относит ко времени войны. Исследователи считают такие заявления примером политической пропаганды, которой нельзя доверять.
В историографии Децима Клодия Альбина характеризуют как человека «не очень энергичного и без особых амбиций», но при этом честного: по мнению А. Кравчука, он понимал, что Север — человек жестокий и бескомпромиссный, но всё равно не поддержал его врагов, чтобы не нарушать договор и не усиливать распри. Антиковед М. Хайль считает, что борьба Альбина с Севером была борьбой двух политических систем: Децим отстаивал идею соправления двух императоров, равных во всём, а Луций стремился стать единственным правителем всего римского мира. По мнению М. Гранта, Альбин в этой войне оказался единственным претендентом, опиравшимся на романский Запад, и именно поэтому он мог рассчитывать на искреннюю поддержку римского сената (опорой Песценния Нигера был греческий Восток, опорой Септимия Севера — слабо романизированные Паннония и Иллирия). Своя версия на эту тему была у советской исследовательницы Е. Штаерман: она полагала, что союзниками Альбина стали крупные земельные магнаты западных провинций и что именно это сделало британского наместника особенно опасным для Севера.
А. Кравчук видит в политике Альбина, обособившегося на острове Британия, первое применение принципа «блестящей изоляции» (splendid isolation). Мятеж Децима стал первым событием в британской истории, оказавшим влияние на континентальные дела, а сам Децим — первым императором, провозглашённым на этом острове, и первым британским полководцем, высадившим армию в Европе.

### Исследования
1. Грант М. Римские императоры. Биографический справочник правителей Римской империи. — М.: Терра-Книжный Клуб, 1998. — 400 с. — ISBN 5-300-02314-0.
2. Ковалёв С. История Рима. — М.: Полигон, 2002. — 944 с. — ISBN 5-89173-171-1.
3. Кравчук А. Галерея римских императоров. Принципат. — Екатеринбург: У-Фактория, 2010. — 508 с. — ISBN 978-5-9757-0496-2.
4. Федченков Д. От Антонинов к Северам. Система принципата на рубеже II—III вв. н. э. — Новгород, 2006. — 197 с.
5. Штаерман Е. Кризис рабовладельческого строя в западных провинциях Римской империи. — М.: Издательство АН СССР, 1957.
6. Alföldy G. Herkunft und Laufbahn des Clodius Albinus in der Historia Augusta (нем.) // Johannes Straub (Hrsg.): Bonner Historia-Augusta-Colloquium 1966/1967 (= Antiquitas. Reihe 4: Beiträge zur Historia-Augusta-Forschung. Band 4). — 1968. — S. 19—38.
7. Birley A. Septimius Severus: The African Emperor (англ.). — London: Routledge, 1999. — ISBN 978-0415165914.
8. Hasebroek J. Untersuchungen zur Geschichte des Kaisers Septimius Severus (нем.). — Heidelberg: C Winter, 1921.
9. Heil M. Clodius Albinus und der Bürgerkrieg von 197 (нем.) // Hans-Ulrich Wiemer (Hrsg.): Staatlichkeit und politisches Handeln in der römischen Kaiserzeit, de Gruyter. — 2006. — S. 55—85.
10. Meckler M. Pescennius Niger (193—194 A.D.) (англ.). An Online Encyclopedia of Roman Emperors. 2008. Архивировано 25 января 2012 года.
11. Schachinger U. Clodius Albinus. Programmatischer Friede unter der «Providentia Augusti» (нем.) // Rivista storica dell’antichità. — 1996. — Bd. 26. — S. 95—122.
12. Wotawa A. Clodius 17 :  [нем.] // Paulys Realencyclopädie der classischen Altertumswissenschaft. — 1900. — Bd. IV, 1. — Kol. 67—76.
13. Zimmermann A. Kaiser und Ereignis. Studien zum Geschichtswerk Herodians (нем.). — München: C. H. Beck, 1999. — 346 S. — ISBN 3-406-45162-4.